# Gabriel Torje
Gabriel Andrei Torje (Timișoara, 22 november 1989) is een Roemeens voetballer die doorgaans speelt als middenvelder. In januari 2025 verliet hij Câmpulung Muscel. Torje maakte in 2010 zijn debuut in het Roemeens voetbalelftal en werd een jaar later verkozen tot Roemeens voetballer van het jaar.

## Clubcarrière
Torje maakte zijn debuut voor Poli Timișoara in het seizoen 2005/06 tegen Argeș Pitești en hij maakte zijn eerste doelpunt in zijn tweede duel voor de club, tegen Farul Constanța. Hij werd bij de eerste selectie gehaald door Gheorghe Hagi, die op dat moment coach van de club was. Op 15 januari 2008 ondertekende Torje een vijfjarig contract met Dinamo Boekarest. Er werd omgerekend ongeveer twee miljoen euro betaald voor de aanvaller. Hij speelde zijn honderdste duel in de Liga 1 in een verloren duel tegen CFR Cluj op 6 mei 2011.
Op 30 augustus 2011 tekende Torje voor vijf jaar bij Udinese. Udinese betaalde ongeveer zeven miljoen euro aan Dinamo. Op 11 september 2011 speelde hij zijn eerste duel voor Udinese, tegen Lecce. Op 5 februari 2012 verloor Udinese met 3-2 van Fiorentina, maar in dit duel scoorde Torje wel zijn eerste goal voor de Italianen. Op 24 maart scoorde hij de gelijkmaker tegen Palermo in de vijfentachtigste minuut. Dit duel eindigde in 1–1. Udinese verhuurde Torje achtereenvolgens aan Granada, Espanyol, Konyaspor en Osmanlıspor. In de zomer van 2016 nam Achmat Grozny de Roemeen definitief over. Na een jaar in Rusland huurde Karabükspor hem voor een halfjaar. In februari 2018 werd hij verhuurd aan Dinamo Boekarest. Na afloop van deze verhuurperiode liet Torje Achmat Grozny definitief achter zich, toen hij tekende voor Sivasspor. In 2020 speelde hij een halfjaar voor AE Larissa. Na een periode bij Bandırmaspor keerde hij in de zomer van 2021 terug in Roemenië, bij zijn oude club Dinamo Boekarest. Een jaar later verkaste Torje naar Farul Constanța. Bij Gençlerbirliği keerde de Roemeen in januari 2023 terug in Turkije. Daarna keerde hij in september 2023 weer terug in Roemenië, bij Concordia Chiajna. Een jaar later tekende hij voor Câmpulung Muscel.

## Interlandcarrière
Torje was aanvoerder van Roemenië –21. Op 3 september 2010 debuteerde de aanvaller in het 'grote' elftal, in een vriendschappelijke wedstrijd tegen Albanië. Hij scoorde zijn eerste goal tegen Cyprus. Op 2 september 2011 scoorde hij tweemaal tegen Luxemburg.
| Interlanddoelpunten van Gabriel Torje | Interlanddoelpunten van Gabriel Torje | Interlanddoelpunten van Gabriel Torje | Interlanddoelpunten van Gabriel Torje | Interlanddoelpunten van Gabriel Torje | Interlanddoelpunten van Gabriel Torje | Interlanddoelpunten van Gabriel Torje | Interlanddoelpunten van Gabriel Torje |
| №                                     | Datum                                 | Locatie                               | Wedstrijd                             | Doelpunt                              | Score                                 | Uitslag                               | Competitie                            |
| ------------------------------------- | ------------------------------------- | ------------------------------------- | ------------------------------------- | ------------------------------------- | ------------------------------------- | ------------------------------------- | ------------------------------------- |
| 1                                     | 9 februari 2011                       | Paralimni                             | Cyprus – Roemenië                     | 54'                                   | 0 – 1                                 | 1 – 1                                 | Vriendschappelijk                     |
| 2                                     | 2 september 2011                      | Luxemburg                             | Luxemburg – Roemenië                  | 34'                                   | 0 – 1                                 | 0 – 2                                 | EK 2012 kwalificatie                  |
| 3                                     | 2 september 2011                      | Luxemburg                             | Luxemburg – Roemenië                  | 45'                                   | 0 – 2                                 | 0 – 2                                 | EK 2012 kwalificatie                  |
| 4                                     | 15 november 2011                      | Altach                                | Griekenland – Roemenië                | 17'                                   | 0 – 1                                 | 1 – 3                                 | Vriendschappelijk                     |
| 5                                     | 15 augustus 2012                      | Ljubljana                             | Slovenië – Roemenië                   | 68'                                   | 3 – 2                                 | 4 – 3                                 | Vriendschappelijk                     |
| 6                                     | 7 september 2012                      | Tallinn                               | Estland – Roemenië                    | 55'                                   | 0 – 1                                 | 0 – 2                                 | WK 2014 kwalificatie                  |
| 7                                     | 11 september 2012                     | Boekarest                             | Roemenië – Andorra                    | 29'                                   | 1 – 0                                 | 4 – 0                                 | WK 2014 kwalificatie                  |
| 8                                     | 14 november 2012                      | Boekarest                             | Roemenië – België                     | 66'                                   | 2 – 1                                 | 2 – 1                                 | Vriendschappelijk                     |
| 9                                     | 6 februari 2013                       | Málaga                                | Australië – Roemenië                  | 84'                                   | 2 – 3                                 | 2 – 3                                 | Vriendschappelijk                     |
| 10                                    | 11 oktober 2013                       | Andorra la Vella                      | Andorra – Roemenië                    | 26'                                   | 0 – 3                                 | 0 – 4                                 | WK 2014 kwalificatie                  |
| 11                                    | 29 mei 2016                           | Turijn                                | Roemenië – Oekraïne                   | 23'                                   | 1 – 0                                 | 3 – 4                                 | Vriendschappelijk                     |
| 12                                    | 3 juni 2016                           | Boekarest                             | Roemenië – Georgië                    | 80'                                   | 4 – 1                                 | 5 – 1                                 | Vriendschappelijk                     |